# Tovmas Terzian
Tovmas Terzian (arménien : Թովմաս Թէրզեան), né le 21 octobre 1840 à Constantinople (Empire ottoman) et mort le 8 février 1909 dans la même ville, est un écrivain, poète, dramaturge et enseignant arménien.